# Gyémánt Iván Károly
Gyémánt Iván Károly (Szeged, 1944. október 10. – Szeged, 2022. augusztus 15.) magyar matematikus, fizikus, a Szegedi Tudományegyetem Elméleti Fizikai Tanszékének címzetes egyetemi tanára.

## Tanulmányai
1962-ben a szegedi Radnóti Miklós Gimnáziumban kitűnő eredménnyel érettségizett. Egyetemi tanulmányaimat a JATE matematikus szakán végezte 1962–67 között. 1965-ben az OTDK-n A természetes fényforrásmodell c. dolgozata díjazásban részesült. 1967-ben kitüntetéses diplomával fizikai szakirányú okleveles matematikusként végezett. Diplomamunkáját A spektrumvonalak kiszélesedése címmel írta meg, amivel kari pályadíjat nyert. 1965-67 között az Elméleti Fizikai Tanszék demonstrátora és népköztársasági ösztöndíjasa volt.
1967 óta dolgozik az SZTE Elméleti Fizikai Tanszékén: 1967-től gyakornok, 1968-tól tanársegéd, 1973-tól adjunktus, 1989-től docens, 1995-től 2008-ig tanszékvezető egyetemi docens, 2008-tól egyetemi docens beosztásban.

## Szakmai tevékenysége
Hevesi Imre támogatásával 1975–78 között a KFKI Szilárdtestkutatási Főosztályán volt tudományos ösztöndíjas, ahol fémklaszterek elektronszerkezetének elméleti meghatározásával foglalkozott. A többszórásos Xα módszer számítógépes implementációjával foglalkozott 1979-ig. Ezekkel a munkákkal párhuzamosan alkálifémben keletkező mikroszkopikus üregek képződési energiájára, ill. oldott szennyezőatomok elektronszerkezetére végezett számításokat a fém zselémodelljében, egy közelítő sűrűségfunkcionál-elméleti módszer felhasználásával. 1976-ban megmutatta, hogy a többszórásos Xα módszerrel molekulák és klaszterek folytonos állapotai is tanulmányozhatók. Megvalósított egy algoritmust, amivel egy molekulán szóródó elektron általánosított fázistolásai és a rugalmas szórási hatáskeresztmetszete meghatározható.
1977-ben három hónapot Volker Heine Condensed Matter kutatócsoportjában dolgozott Cambridge-ben. A rekurziós módszer olyan algoritmusát dolgozta ki és valósította meg – Mike Kelly ötlete alapján, – amely nem-ortogonális pályák esetén is alkalmazható. Ezzel a módszerrel perovszkitok elektronszerkezetét határozták meg. 1979-ben doktoranduszával, Varga Zsuzsannával Szegeden is elkészítették azt a programrendszert, amellyel az elektronszerkezetre Xα-számításokat, illetve elektron-molekula szórási hatáskeresztmetszetek számítását lehetett elvégezni. Komoly nemzetközi visszhangot kiváltva – Benedict Mihály közreműködésével – a világon elsőként határozták meg kísérletekkel összevethető pontossággal az elektron-kénhexafluorid ütközés általános fázistolásait és rugalmas szórási hatáskeresztmetszetét.[forrás?] Magyarországon először alkalmazta a sűrűségfunkcionál-elmélet Kohn–Sham-egyenleteit atomi rendszerek, klaszterek és molekulák elektronszerkezetének meghatározására. Az 1980-as években ezzel a módszerrel – Kapuy Ede javaslatára – elsőként számolta ki törzsnívók eltolódását alumíniumban.[forrás?]
Az 1990-es évektől a következő négy területen ért el és publikált eredményeket:
- Paragi Gábor doktoranduszával a sűrűségfunkcionál-elmélet különféle kicserélődési- és korrelációs potenciáljának alkalmazásában alap- és gerjesztett állapotokra,
- Dezső Gergely doktoranduszával és Bálint Imre kollégájával az N-reprezentálható kételektron-sűrűségmátrixok megkonstruálásában és erre alapozva korrelációs energiák számításában,
- Varga Zsuzsanna munkatársával rugalmas elektron-molekula ütközések hatáskeresztmetszetének meghatározásában,
- Lugosi László diplomamunkásával pozitron képződésének modellezésével kapcsolatban, pozitron-hidrogénatom ütközésben.

Kutatási eredményeit – az akkori szokásoknak megfelelően – kezdetben hazai, majd nemzetközi folyóiratokban, 32 cikkben, ill. tanulmányban, továbbá 23 konferenciakiadványban publikálta. Az általa kifejlesztett módszereket konferenciákon és külföldi egyetemeken, kutatóintézetekben (Antwerpen, Erlangen, Amiens, Trieste, Belfast, Cambridge) is ismertette.
Az MTA-n a fizikai tudomány kandidátusa fokozatot 1988-ban szerezte meg, dolgozata címe: Molekulák és klaszterek elektronszerkezetének meghatározása többszórásos Xα módszerrel. 2001-ben fizika tudományágban, sűrűségfunkcionálok és sűrűségmátrixok szakterületen, Az N-reprezentálható sűrűségmátrixok konstruálása, gerjesztett állapotok meghatározása sűrűségfunkcionál-elméleti módszerekkel címmel védte meg habilitációs téziseit a Szegedi Tudományegyetemen. Több kutatási (OTKA, OMFB TéT) pályázatban témavezetőként működött közre. 1993–1999 között az MTA Atom- és Molekulafizikai Bizottságának titkára, 1999-től 2005-ig tagja volt.

## Tudományszervezői tevékenysége

### Egyetemi tevékenysége
A szegedi Fizika PhD program kialakítása során közreműködött az Atomi rendszerek elektronszerkezete és kölcsönhatásai c. alprogram alapításában, amelynek Kapuy Ede halálát követően, 1998 és 2008 között, vezetője volt. Egyetemi oktatási feladatokat 1965 óta látott el. A lineáris algebra, az elméleti mechanika, az analitikus mechanika, a matematikai módszerek és a szilárdtestfizika kurzusokhoz 14 egyetemi jegyzeteket írt. Számos diplomamunka, szakdolgozat és diákköri dolgozat készült témavezetésével, ebből OTDK-n 7 nyert díjat.
1990-91-ben a JATE TTK-n dékánhelyettes funkciót töltött be. Több oktatási reform, például a szakon a Bolognai-folyamatra való áttérés lebonyolításában részt vett.
Több oktatásfejlesztési projektet vezetett:
- a fizika doktori képzés előkészítése (MKM 41/92)
- az alkalmazott fizikus szak indítása (MKM 226)
- fotonika a természettudományban (FEFA 1034)
- a szegedi fizikaoktatás fejlesztése (FEFA 1605)
- laboratóriumok és oktatási módszerek fejlesztése FEFA 2031/1)
- kétciklusú képzés bevezetése a természettudományi szakokon (HEFOP 0016)

### Tudományos közéleti tevékenysége
Pályafutása során számos tudományos, oktatási és irányítási megbízatást kapott különféle bizottságokban/testületekben. Az oktatási miniszter felkérésére:
- Regionális Fejlesztési és Képzési Bizottság (Dél-alföldi) állandó tagja (2001-2007)
- Magyar Unesco Bizottság tagja (1994-1998)
- Természettudományos Képesítési Bizottság Fizikai Szakmai Bizottság tagja (1992-1994)
- Felvételi Előkészítő Bizottság fizika szaktárgyi felelőse, több középiskolai példatár szerzője/szerkesztője (1990-1992)
- A Magyar Tudományos Akadémia Fizikai Osztálya elnökének felkérésére:
- MTA Atom- és Molekulafizikai Bizottságának titkára (1993-99)
- MTA Atom- és Molekulafizikai Bizottságának tagja (1999- 2005)
- MTA Környezettudományi Albizottság tagja (1991-1993)
- MTA Szilárdtestfizikai Bizottság tagja (1993-1996)
- MTA Fizikai Kutatóintézetek tevékenységét felülvizsgáló bizottságának tagja (1996)
- MTA Szegedi Akadémiai Bizottság Tudósklub Egyesületének titkára (2009 – )
- Az Országos (Magyar) Akkreditációs Bizottság elnökének felkérésére:
- OAB Látogató Bizottság tagja (1995)
- MAB Fizika tudományok bizottságának tagja (2001-2006)

Az OAB (MAB) fizikai tudományok bizottságának megbízásából számos oktatásfejlesztési, szakalapítási, szakindítási pályázatot bírált el, és 1995-ben tagja volt a Kossuth Lajos Tudományegyetemet átvilágító, munkájáról értékelést készítő ún. Látogató Bizottságnak.
Az Oktatási Hivatal elnökének felkérésére:
- Az OKTV Fizika szakmai bizottság tagja (2008- 2013)
- Társulati – egyesületi—szerk. biz. tagság:
- Eötvös Loránd Fizikai Társulat tagja (1967- )
- Eötvös Loránd Fizikai Társulat Csongrád Megyei Csoportjának elnöke (1996-1999)
- A Budó Ágoston Fizikai Feladatmegoldó verseny szervezője és zsűri-elnöke (2012- )
- Magyar Fizikus Hallgatók Egyesülete tiszteletbeli tagja (1989- )
- MTA Szegedi Akadémiai Bizottság Tudósklub Egyesülete titkára (2005-2014)
- Dugonics Társaság (1990-)
- Szegedi Operabarátok Egyesülete (1990-)
- SZEGED c. várostörténeti kulturális folyóirat szerkesztő bizottságának tagja 1996-

Megbízatásait a Szegedi Tudományegyetemen (SZTE), ill. 2000. előtt a József Attila Tudományegyetemen (JATE):
- JATE Tanárképzési Tanács tagja (1991)
- SZTE pályázati koordinátor (2000-2003)
- JATE Habilitációs Bizottság Fizika Szakbizottság tagja (1994-2006)
- JATE TTK Oktatási – Nevelési Bizottság tagja (1983-1985)
- JATE TTK oktatási dékánhelyettes (1990-1991)
- JATE TTK Pályázati Bizottság elnöke (1992-1995)
- JATE (SZTE) TTK Doktori Tanács póttagja (1998-2006)
- JATE (SZTE) TTK Doktori Tanács tagja (2007-2009)
- JATE (SZTE) TTK Kari Tanács választott tagja (1993-2002)
- Fizikus Tanszékcsoport (FTCs) tanszékcsoport vezető (2001-2004)
- Fizikus Tanszékcsoport (FTCs) mb. tanszékcsoport vezető (2000-2001)
- FTCs tanszékcsoport-vezető helyettes (1987-90, 1997-2001, 2004-2013)
- Elméleti Fizikai Tanszék (EFT) tanszékvezető (1995-2008)
- Elméleti Fizikai Tanszék (EFT) mb. tanszékvezető (1993)
- Elméleti Fizikai Tanszék (EFT) tanszékvezető helyettes (1984-93)
- A szegedi fizikus hallgatók tanulmányainak és közösségi életének támogatása céljából a

Fizikus Tanszékcsoport négy vezető oktatója (Bor Zsolt, Rácz Béla, Szabó Gábor, Gyémánt Iván) 1992-ben létrehozta a Pro Physica Hallgatói Alapítványt, amely a szegedi fizikus hallgatók irányításával azóta is eredményesen működik.

## Díjak, kitüntetések
- Címzetes egyetemi tanár (SZTE, 2014)
- Bonis Bona (2014)
- Magyar Felsőoktatásért Emlékplakett (2012)
- Pro Universitate – díj (SZTE, 2009)
- Széchenyi Professzori Ösztöndíj (1999-2002) Kiváló Munkáért (1983)
- Felsőoktatási Tanulmányi Érdemérem (1968)

## Bibliográfiája

### Publikációk
1. J. I. Horváth, I. K. Gyémánt (1969). „On the theory of fermion density operators. I” (angol nyelven). Acta Physica Academiae Scientiarum Hungaricae 27 (1-4), 111–129. o, Kiadó: Springer Nature. DOI:10.1007/bf03156737. ISSN 0001-6705.
2. I. K. Gyémánt (1971). „Determination of the Wave Function corresponding to a removed electron”. Acta Phys. et Chem., Szeged 17 (3-4), 111. o.
3. I. K. Gyémánt (1972). „Többelektron rendszerek elméleti vizsgálata elektron keltésével és eltüntetésével (Egyetemi doktori értekezés)”. JATE, Szeged.
4. I. K. Gyémánt, M. G. Benedict, G. Papp, B. Vasvári (1976). „Multiple scattering treatment of scattering states of clusters”. Acta Phys. et Chem., Szeged 12 (1).
5. I. K. Gyémánt, Gy. Solt (1977). „Formation Energy of Spherical Cavities in Metals”. Physica Status Solidi (b) 82 (2), 651. o. DOI:10.1002/pssb.2220820230.
6. I. K. Gyémánt, M. I. Kelly (1978. március 28.). „Non-orthogonal orbitals and the recursion method”. Journal of Physics C: Solid State Physics 11 (6), L193–L195. o, Kiadó: IOP Publishing. DOI:10.1088/0022-3719/11/6/003. ISSN 0022-3719.
7. M. G. Benedict, I. K. Gyémánt (1978). „Total cross section of the SF6 molecule for elastic electron scattering”. International Journal of Quantum Chemistry 13 (5), 597–603. o, Kiadó: Wiley-Blackwell. DOI:10.1002/qua.560130504. ISSN 0020-7608.
8. G. Papp, I. K. Gyémánt (1978). „Binding Energies of Transition Metal Impurities in Aluminium”. Acta Phys. et Chem., Szeged 24, 353. o.
9. Varga Zs., Gyémánt I., Benedict M.: Electron Scattering Cross Section of CH4. A Multiple Scattering Calculation, Acta Phys. et Chem. Szeged. XXV, 3 (1979) , IF=0.197, CI=8
10. Gyémánt I., Varga Zs., Benedict M.G.: Resonances in the Elastic Electron-SF6 Molecule Scattering, Int. J. Quantum Chem. XVII, 255 (1980) , IF=1.503, CI=14
11. Vass I., Gyémánt I.: Densities and Heats of Mixing of Liquid Alkali Alloys, Acta Phys. et Chem. Szeged. XXVI, 1(1980) , IF=0.872, CI=1
12. Gyémánt I.: The electronic structure of cubo-octahedral Al13 and Al12V clusters, Acta Phys. et Chem. Szeged. XXVII, 1 (1981), IF=0.055, CI=
13. Gyémánt I., Vasvári B.: Cluster Phase Shifts and Virtual Bond States for V, Mn, and Fe Impurities in Aluminium, phys. stat. sol. (b) 115, K83 (1984) , IF=0.770, CI=
14. Benedict M.G., Gyémánt I.: On the Interaction of an ultrashort light pulse with a thin resonant medium, Acta Phys. et Chem. Szeged. XXX, 114 (1984), IF=, CI=3
15. Benedict M.G., Gyémánt I.: On the Interaction of an Ultrashort Light Pulse with a thin Resonant Medium II, Acta Phys. et Chem. Szeged. XXXI, 695 (1985) , IF=, CI=3
16. Gyémánt I., Varga Zs.: 1s core-level shifts in Al clusters of increasing size, Acta Phys. et Chem. Szeged. 32, 3 (1986) , IF=, CI=
17. Kapuy E., Maráz V., Gyémánt I.: Kémiai kötés mikroszámítógépen, Fizikai Szemle XXXVI, 7 (1986) , IF=, CI=
18. Gyémánt I.K.: Molekulák és klaszterek elektronszerkezetének meghatározása többszórásos Xα módszerrel (Kandidátusi értekezés, 1987)
19. Varga Zs., Gyémánt I.K.: 1s Core-Level Shifts of Al and Ar atoms in Aluminum Clusters, Intern. J. Quantum Chem., XXXVIII, 351 (1990) , IF=1.105, CI=
20. Paragi, G., Gyémánt I.K., Varga, Zs.: Core-electron binding energy shifts in aluminium Advances in Quantum Chemistry 29, 433-439 (1997) , IF=4.6, CI=
21. Paragi G., Gyémánt I.K, Van Doren V E: Investigation of exchange potentials for excited states by parameter fitting, Chemical Physics Letters 324, 440-446 (2000) , IF=2.364, CI=1
22. I.Bálint, G.Dezső, I.Gyémánt: A perfectly N-representable two-particle density matrix for the electron correlation problem Journal of Molecular Structure,THEOCHEM 501-502, 125-132 (2000) , IF=0.849, CI=4
23. G.Dezső, I.Bálint, I.Gyémánt: Two-electron density matrices and full-CI wave functions Kem. Ind. 50(3) 125-127(2001) , IF=, CI=
24. I.Bálint, G.Dezső, I.Gyémánt: Construction of perfectly N-representable two-electron density matrix carrying full information on an interacting system J.Chem.Inf.Comp.Sci. 41 806-810 (2001) , IF=3.009, CI=1
25. G.Dezső, I.Bálint, I.Gyémánt: Application of two-electron reduced density matrices for determining correlation energy J. Mol. Struct. THEOCHEM 542 21-23 (2001) , IF=0.919, CI=1
26. I.Bálint, G.Dezső, I.Gyémánt: A novel approach for calculating correlation energy based on two-electron density matrix formalism, Int.J.Quant.Chem 84(1) 32-38 (2001) , IF=1.249, CI=2
27. Paragi G., Gyémánt I., Van Doren V E: Investigation of exchange-correlation potentials in ensemble density functional theory: parameter fitting and excitation energy J.Mol.Struct. THEOCHEM 571 153-161 (2001) , IF=0.919, CI=
28. L.Lugosi, I.K.Gyémánt: A simple model for positronium formation in positron-hydrogen atom collisions, Acta Phys Hung -Heavy Ion Physics 13 001-009 (2001) , IF=0.246, CI=
29. Gábor Paragi, István Pálinkó, Cris Van Alsenoy, Iván K. Gyémánt, Botond Penke and Zoltán Timár: Ab initio studies the H-bonding of hypoxanthine and DNA bases New J. Chem., 26, (2002) 1503-1506, IF=2.060, CI=4
30. G. Dezső, I. Bálint and I. Gyémánt: The Best-Subspace Full-Correlation Method Acta Phys. Chim. Debr. 34-35 (2002) 339-347, IF=, CI=
31. L. Lugosi, B. Paripas, I.K. Gyemant and K. Tokesi: Differential cross sections for positron impact excitation of hydrogen, Radiation Physics and Chemistry 68 (2003) 199-203, http://www.sciencedirect.com/science/article/pii/S0969806X03002809
32. G. Dezső, I. Bálint, I. Gyémánt: Inequalities relating the elements of the second-order reduced density matrix, in Recent Advances in the Theory of Chemical and Physical Systems, eds. J.-P. Julien et. al., Springer 2006, pp. 151–157. , IF=, CI=

### Egyetemi jegyzetek
1. Gyémánt I., Papp G.: Elméleti mechanikai feladatok, Tankönyvkiadó, Budapest, 1973
2. Hevesi I., Török M., Gyémánt I.: Anyagszerkezet I.: Kristálygeometria, JATE Szeged, 1977
3. Hevesi I., Török M., Gyémánt I.: Anyagszerkezet II.: Rácsrezgések, JATE Szeged, 1977
4. Hevesi I., Török M., Gyémánt I.: Anyagszerkezet III/1.: Elektronállapotok 1., JATE Szeged, 1979
5. Hevesi I., Török M., Gyémánt I.: Anyagszerkezet III/2.: Elektronállapotok 2., JATE Szeged, 1979
6. Gyémánt Iván: Kvantummechanikai feladatok a mágnesség köréből, JATE, 1993
7. Gyémánt Iván: Fejezetek az Elméleti mechanikából, JATE, 1996.; SZTE JATE Press, 2000
8. Gyémánt Iván, Varga Zsuzsa [Szerk.: Benedek Csaba] Matematika, Telekommunikációs szakértő szak; CD Szeged, 2001
9. Gyémánt Iván Károly: Fejezetek az analitikus mechanikából, Szegedi Egyetemi Kiadó JATE Press, Szeged, 2007
10. Gyémánt Iván – Nagy-Gál Katalin: Elméleti mechanika, Szegedi Egyetemi Kiadó JATE Press, Szeged, 2008
11. Gyémánt Iván – Varga Zsuzsa: Matematikai módszerek a fizikában, Szegedi Egyetemi Kiadó JATE Press, Szeged, 2009
12. Gyémánt Iván – Görbe Tamás: Lineáris algebra fizikusoknak, Szegedi Egyetemi Kiadó Polygon Jegyzettár, Szeged, 2011
13. Gyémánt Iván: A kristályrács dinamikája, in Szilárdtestfizikai alapismeretek (szerk. Hevesi Imre), Szegedi Egyetemi Kiadó JATE Press, Szeged, 2012. pp. 47–99.
14. Gyémánt Iván: Szilárdtestek mágneses tulajdonságai, in Szilárdtestfizikai alapismeretek (szerk. Hevesi Imre), Szegedi Egyetemi Kiadó JATE Press, Szeged, 2012. pp. 141–174.
15. Gyémánt Iván – Hevesi Imre: Félvezető optikai eszközök, e-jegyzet (Szeged, 2013): honlapcíme: https://web.archive.org/web/20160822031053/https://titan.physx.u-szeged.hu/~dpiroska/
16. Gyémánt Iván – Hevesi Imre: Félvezető optikai eszközök, Szegedi Egyetemi Kiadó JATE Press, Szeged, 2014